# 鄭元
鄭 元（てい げん、生年不詳 - 809年）は、唐代の官僚。

## 経歴
進士に及第し、官を歴任して御史中丞となった。貞元年間、河中節度使の杜確の下で行軍司馬となった。貞元18年（802年）、杜確が死去すると、鄭元が河中節度使の位を継いだ。入朝して尚書左丞に任じられた。元和2年（807年）、戸部侍郎・兼御史大夫・判度支に転じた。元和3年（808年）春、刑部尚書に転じ、京兆尹を兼ねた。9月、刑部尚書・兼御史大夫のまま再び判度支となった。元和4年（809年）、本官を守したまま病のため辞職した。5月辛酉、死去した。

## 伝記資料
- 『旧唐書』巻146 列伝第96